# Savo (wyspa)

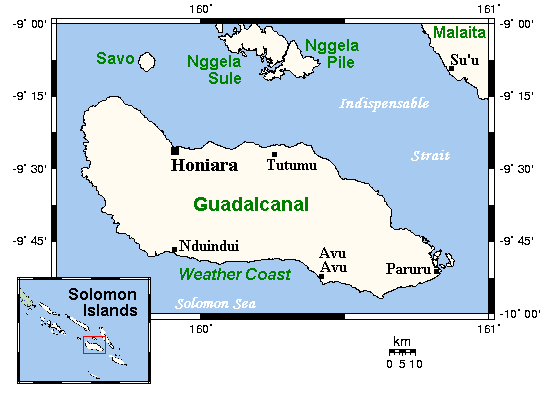
Położenie wyspy

Savo – wulkaniczna wyspa na Wyspach Salomona na południowym Pacyfiku. Jest położona na północ od zachodniego krańca Guadalcanal. Politycznie wyspa Savo należy do Prowincji Centralnej. Rdzenni mieszkańcy wyspy Savo mówią językiem savosavo.
Ostatnia erupcja wulkanu miała miejsce pomiędzy latami 1835 a 1850. Jedna z erupcji była na tyle silna, że wytępiła wszystkie istoty żywe z terenu wyspy. Poprzednia erupcja zdarzyła się w 1568 roku. Według World Organization of Volcanic Observatories, wyspa Savo jest aktywna co 100–300 lat.

## Odkrycie i eksploracja
Odkrycie wyspy Savo datuje się na kwiecień 1568 roku. Odkryła ją ekspedycja hiszpańskiego podróżnika Álvaro de Mendaña de Neyra. Dokładniej, wyspa została odkryta podczas lokalnej eksploracji, prowadzonej za pomocą małej łódki, którą dowodził Maestre de Campo Pedro de Ortega Valencia mający Hernána Gallego jako pilota. Nazwali oni wulkaniczną wysepkę Sesarga. Jako że dowódca wyprawy, Mendaña, oraz jego kosmograf Pedro Sarmiento de Gamboa byli z Galicji, prawdopodobnie postanowili nadać jej nazwę na cześć wyspy o tej samej nazwie z ich regionu.

## Wyspa Savo podczas II wojny światowej
Z powodu jej bliskości do Guadalcanalu oraz zażartej natury walk na Wyspach Salomona, wyspa Savo figurowała w wielu zmaganiach podczas kampanii na Wyspach Salomona.
Lista drugowojennych bitew morskich mających miejsce w pobliżu wyspy Savo:
- bitwa koło wyspy Savo, 8–9 sierpnia 1942 r.
- bitwa koło przylądka Ésperance, 11–12 października 1942 r.
- I bitwa pod Guadalcanalem, 12–13 listopada 1942 r.
- II bitwa pod Guadalcanalem, 14–15 listopada 1942 r.
- bitwa pod Tassafarongą, 30 listopada 1942 r.